# Église San Pietro in Gessate
San Pietro in Gessate est une église de Milan. Située en face du Palais de Justice central, l'église date du XVe siècle et est un bel exemple de l'architecture lombarde de l'époque.

## Architecture
L'architecture est due à Guiniforte Solari ou à son fils Pietro Antonio, et est divisée en trois nefs avec travées carrées couvertes par des voûtes d'arêtes, flanquée de deux rangées de chapelles à extrémité polygonales. Le cloître comporte des colonnes avec des chapiteaux d'ordre dorique, de type de non-classique, semblables à celles de la façade du palais Landriani et des côtés de l'église Santa Maria presso San Celso, où le fait que Giovanni Antonio Amadeo ait été consulté est attesté.
Les supports de la nef, au lieu des piliers fasciculés à colonnettes de la tradition gothique, sont des colonnes de granit corinthiennes, la seule concession aux éléments stylistiques de l'humanisme et de l'architecture florentine de Filippo Brunelleschi à travers Le Filarète sous l'influence du jeune Amadeo.

## Décoration picturale
San Pietro in Gessate rassemble un certain nombre de peintures importantes de la Renaissance lombarde, comme des chapelles peintes par Giovanni Donato Montorfano et au-dessus de la chapelle Griffin, décorées de l'histoire d'Ambroise de Milan de Bernardino Butinone et Bernardo Zenale, après que le commettant ait contacté en vain le bresciano Vincenzo Foppa.
Dans la même chapelle, on peut admirer le réalisme impressionnant de la tombe avec la représentation sculpturale du cadavre d'Ambrogio Grifi (médecin de la Cour, conseiller ducal et protonotaire apostolique), commanditaire des fresques. Le tombeau a été érigé par Benedetto Briosco, disciple d'Amadeo.
Pour la même église, Vincenzo Foppa crée, au début du XVIe siècle, une belle Déposition, acquise par des musées berlinois et malheureusement détruite lors de la Seconde Guerre mondiale.
Également, une très belle fresque d'Ambrogio Bergognone de 1514 représentant les  Funérailles de Saint-Martin, qui  est actuellement dans un état précaire de conservation.

## Photographies

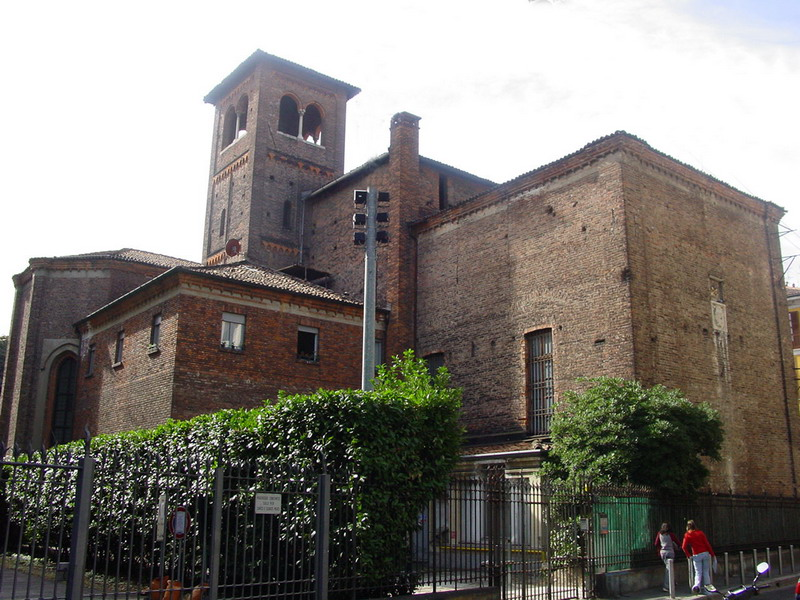
Abside
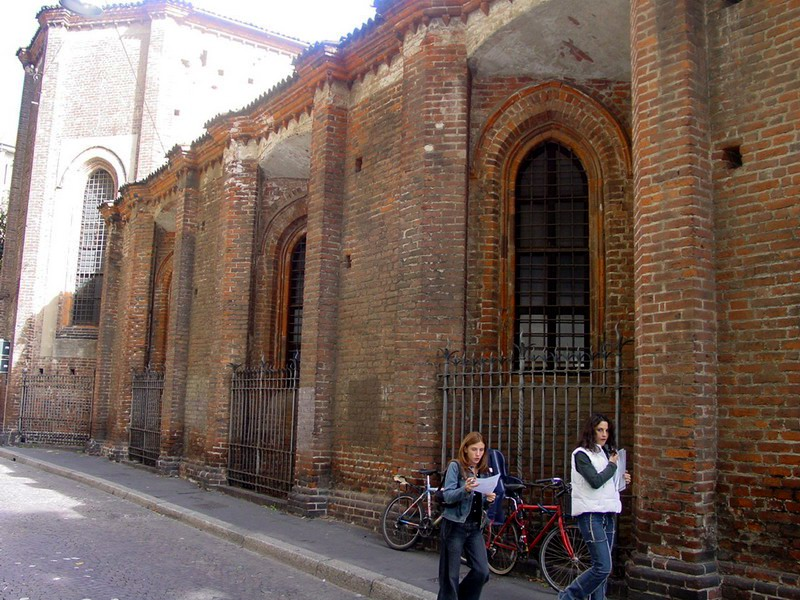
Flanc gauche
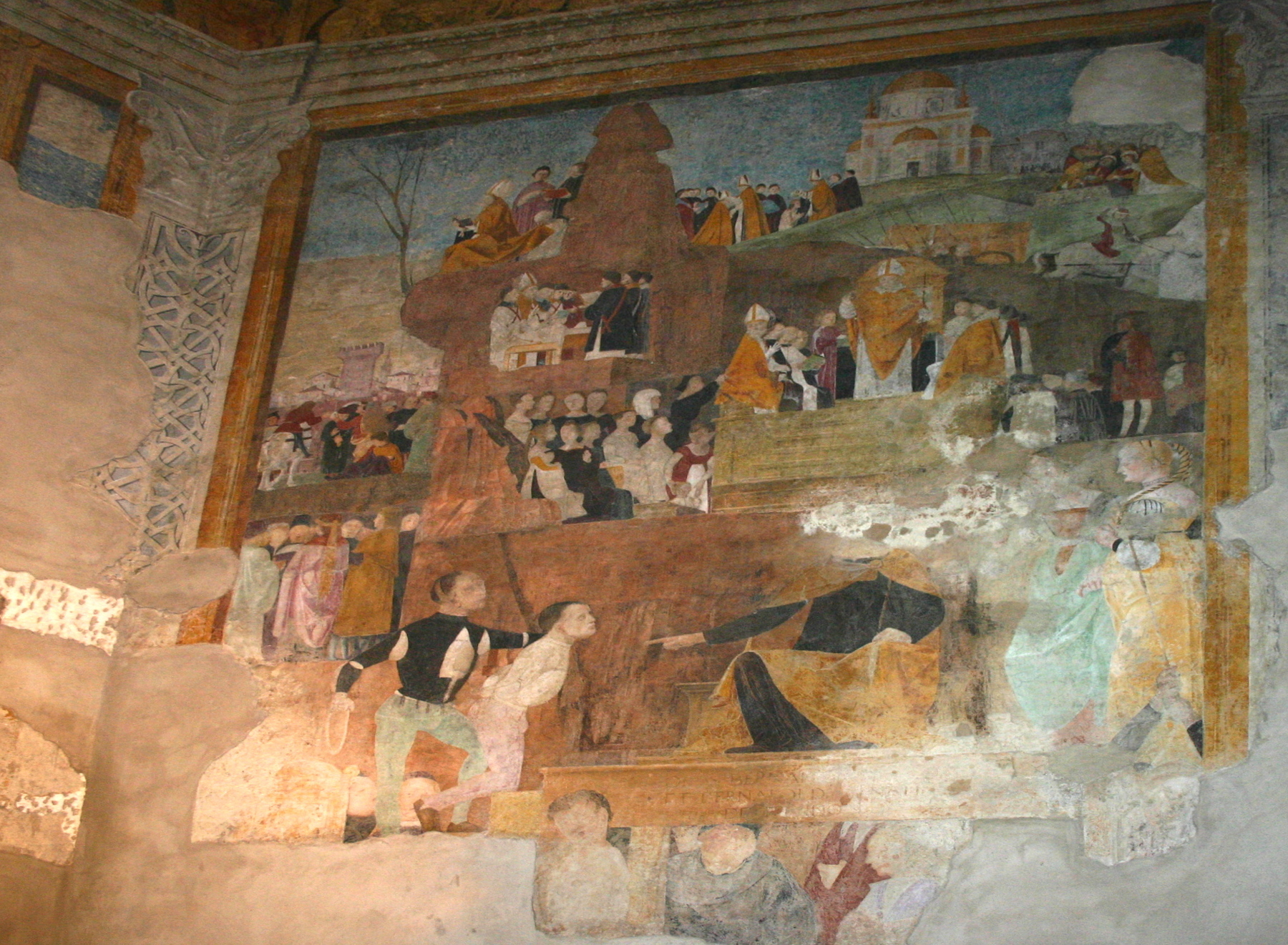
Bernardino Butinone et Bernardo Zenale, histoire d'Ambroise de Milan